# Numer rejestracyjny URBSFA-KBVB
Numer rejestracyjny URBSFA-KBVB (nid. niderl. KBVB stamnummer; fr. numéro de matricule URBSFA) jest unikalnym numerem identyfikacyjnym klubów piłkarskich należących do Królewski Belgijski Związek Piłki Nożnej.

## Historia
Numery oraz ich rejestr powstał w 1926 roku, a inicjatorem jego wprowadzenia był Alfred Verdyck, ówczesny sekretarz generalny związku. 21 grudnia 1926 roku w periodyku „La Vie Sportive” (będącym oficjalnym wydawnictwem belgijskiej federacji) opublikowano listę 869 klubów, które 18 grudnia 1926 roku otrzymały numery.
Numery przyznano tylko klubom funkcjonującym w momencie nadania numeru. Oznaczało to, że około 1070 klubów, które zostały rozwiązane lub dokonały fuzji przed grudniem 1926 roku nie otrzymało numeru rejestracyjnego. Niektóre z tych klubów, które pozostały bez numeru rejestracyjnego, to kluby, które grały w najwyższych ligach krajowych w pierwszych latach oficjalnych rozgrywek, takie jak Sporting Club de Bruxelles, Brugsche Football Club, Union FC d'Ixelles, Athletic and Running Club de Bruxelles.
Głównym powodem wprowadzenia numeracji była chęć uhonorowania starszeństwa klubów oraz zatrzymania ich w swoich strukturach przez URBSFA-KBVB. W tym samym roku związek zdecydował się wprowadzić trzeci poziom swoich rozgrywek klubowych.

## Zasady przyznawania numerów
W grudniu 1926 r. numery zostały przydzielone według starszeństwa klubów. W kolejnych latach kolejne numery nadawano klubom, które przystępowały do URBSFA-KBVB.
10 lipca 1964 r. nieznacznie zmieniły się przepisy dotyczące numerów w przypadku fuzji klubów. Przed rokiem 1964 oba kluby, które się połączyły, musiały zrezygnować ze starego numeru, a łączący klub otrzymał zupełnie nowy numer. W innym przypadku, tj. gdyby „nowy” klub pozostał z jednym ze starych numerów, URBSFA-KBVB nie uznałby oficjalnie fuzji. Od 1964 roku klub powstający w wyniku fuzji musi przejąć numer jednego z istniejących klubów. Numer drugiego klubu wygasa. W większości przypadków nowy klub wybiera numer klubu, który przed fuzją grał w wyższej lidze. W szczególnych okolicznościach za zgodą URBSFA-KBVB możliwe było przeniesienie numeru na nowy klub, gdy stary jest w stanie upadłości (np. z powodu znaczącego zadłużenia).
Gdy klub przestaje istnieć i zostaje wykreślony z ewidencji związku, znika również numer klubu. Prawo do dysponowania numerem wraca do URBSFA-KBVB. W 2017 roku wprowadzono jednak odpłatną możliwość uzyskania dla klubu funkcjonującego już w przeszłości numeru. Jest to możliwe wyłącznie, gdy przez ostatnie 10 lat dany numer nie był przyposany do jakiegokolwiek klubu oraz gdy nie istnieje już (nawet na poziomie amatorskich rozgrywek prowincjonalnych) historyczny klub, który korzystał z danego numeru. Klub wnioskujący o nadanie numeru zobowiązany jest udowodnić „powiązanie” z klubem, który posiadał w przeszłości dany numer.
Gdy klub sportowy funkcjonuje jako spółka prawa handlowego i do zarządzania sekcją piłkarską powołuje oddzielny podmiot, to podmiot taki zachowuje tę samą nazwę oraz ten sam numer co główny klub.
W przypadku, w którym w klubie działa także drużyna rezerw, występująca w seniorskich rozgrywkach ligowych używa ona tego samego numeru, co pierwsza drużyna. Identycznie wygląda sytuacja, gdy klub posiada sekcje męskie i żeńskie.

## Znaczenie numeru
Numer rejestracyjny jest specyfiką belgijskiej piłki. Analogicznego systemu nie znajdziemy w żadnej innej znaczącej federacji piłkarskiej. Przepisy URBSFA-KBVB przywiązują dużą wagę do tych numerów w wielu aspektach.
W całej strukturze związku numer pozostaje dla klubu stałym odniesieniem. Klub może zmienić nazwę, barwy lub lokalizację, ale pozostaje jednoznacznie zarejestrowany pod tym samym numerem.
Wiele klubów informację o posiadanym numerze zawiera w swoim statusie.
Numer jest również formą prestiżu i nawiązuje do historii klubu. Na przykład, niektóre kluby umieszczają go w swoim klubowym logo lub jest on używany w klubowych przydomkach, produkowanych przez klub gadżetach oraz przez kluby kibica w różnych działaniach dotyczących klubu (np. stronach internetowych).

## Lista 100 pierwszych klubów
Poniższa lista przedstawia listę pierwszych 100 numerów seryjnych. Nazwy podane poniżej to te, które są używane dzisiaj (lub ostatni znany przed zniknięciem danego klubu). Należy również zauważyć, że ta zasada rejestracji ma zastosowanie nie tylko do klubów, ale również do grup klubów (najczęściej nazywanych "Entente"), z tego samego regionu lub miejscowości.
1. R. Antwerp FC (Antwerpia - Deurne)
2. Daring Club de Molenbeek (Bruksela) (znikł)
3. Club Brugge KV (Brugia)
4. R. FC Liège (Liège)
5. (Royal) Léopold Football Club (Bruksela)
6. KFC Rhodienne-De Hoek (Sint-Genesius-Rode), dawniej R. Racing CB
7. K. AA Gent (Gandawa)
8. R. CS Verviétois (Verviers) (znikł)
9. R Dolhain FC (Dolhain)
10. Royale Union Saint-Gilloise (Saint-Gilles)
11. K. RC Gent-Zeehaven (Gent), dawniej RC de Gand i RRC Heirnis Gand
12. Cercle Brugge K. SV (Brugia)
13. K. Beerschot VAV (Antwerpia) (zniknął, a następnie kupiony przez K Beerschot VA)
14. RAF Franchimontois (Theux), dawniej RSC Theux
15. R. Uccle Sport (Uccle) (znikł)
16. R. Standard de Liège (Liège)
17. RFC Sérésien (Seraing) (znikł)
18. K. Stade Leuven (Leuven) (znikł)
19. KV Kortrijk (Kortrijk)
20. RE Sport's Club (Bruksela), dawniej Excelsior SC de Bruxelles (zniknął w piłce nożnej, ale nadal istnieje w lekkoatletyce)
21. R. Tilleur FC (Tilleur) (znikł)
22. R. Sporting du Pays de Charleroi (Charleroi)
23. RFC Sérésien (Seraing), dawniej RFC Bressoux i Seraing RUL (znikł w 2014)
24. K. RC Mechelen (Mechelen)
25. YR KV Mechelen (Mechelen)
26. R. FC Tournai (Tournai), dawniej RUS Tournaisienne
27. Union Metropolitaine Anvers (Antwerpia) (znikł) (unia klubow)
28. K Berchem Sport (Antwerpia - Berchem)
29. Saint-Ignace SC Antwerpen (Antwerpia) (znikł)
30. K. Lierse SK (Lier)
31. KV Oostende (Ostenda), dawniej VG Ostende
32. Royal Herve Football Club (Herve)
33. R. Star Fléron FC (Fléron) dawniej Fléron FC
34. SRU Verviers (Verviers) chwilowo RU Verviers-Ensival (znikł w 2010)
35. R. SC Anderlecht (Bruksela - Anderlecht)
36. R. RC Tournaisien (Tournai) (znikł)
37. K. SC Hasselt (Hasselt), dawniej Excel. FC Hasselt (znikł)
38. K. SK Ronse (Ronse), dawniej AS Renaisienne i ASSA Renaix
39. K Humbeek FC (Humbeek)
40. RUS Gold Star Liège (Liège) dawniej US Liège
41. K. FC Diest (Diest) dawniej Hooger Op Diest i KTH Diest
42. R. Ixelles SC (Ixelles) dawniej CA Corpore Sano d'Ixelles
43. R Cappellen FC (Cappellen)
44. R. AEC Mons (Mons)
45. Rust Roest Bruges (Brugia) dawniej Rust Roest Turnvereeninging, koło gimnastyczne, które istniało jeszcze w 2014 roku (K. TK Rust-Roest)
46. KSK Renaix (Ronse) dawniej Club Renaisien, FC Renaisien (znikł)
47. Racing White Daring Molenbeek (RWDM) (Woluwe) następnie (Molenbeek) dawniej White Star AC i Racing White (znikł)
48. K. SC Blankenberge (Blankenberge) dawniej KSV Blankenberge
49. K. Vilvoorde FC (Vilvoorde)
50. Union Scolaire Saint-Gilloise (Saint-Gilles)
51. R. CS La Forestoise (Forest) (znikł)
52. K. VV Lyra (Lier) dawniej K. TSV Lyra, K. Lyra i KM Lyra (znikł)
53. AS Ostende (Ostenda) dawniej AS Ostendaise (znikł)
54. K. SK Tongeren HM (Tongeren) dawniej CS Tongrois, Tongerse SV Cercle i K SK Tongeren - Ten numer był początkowo nadany dla RCS Welkenraedt-Herbestal. W 1947 roku został przyznany Tongerse SV Cercle (71), który twierdził, że jest starszy od innych klubów w mieście "FC Patria" (73).
55. K.V.V. Crossing Elewijt (Elewijt) dawniej CS Schaerbeek następnie Crossing Schaerbeek
56. K. SC Menen (Menen) dawniej SC Méninois
57. K. AV Dendermonde (Dendermonde) dawniej AA Termondoise
58. K. Boom FC (Boom) (znikł)
59. KFC Hemiksem (Hemiksem) (znikł)
60. R. Spa FC (Spa)
61. Association Saint-Gilloise (Saint-Gilles)
62. Anderlecht Football Club (Anderlecht)
63. R. Dison Sport (Dison) (Verviers) (znikł)
64. K Tubantia Borgerhout VK (Borgerhout) dawniej Tubantia FAC
65. K. Hasseltse VV (Hasselt) (znikł)
66. Scaldis Sporting Club (Antwerpia) (znikł)
67. R. FC Athois (Ath) (znikł)
68. K VV Oude God Sport (Mortsel) (znikł)
69. R Gosselies Sports (Gosselies) (Charleroi)
70. R. US Quiévrain (Quiévrain) (znikł w 2008)
71. K. FC Patria Tongeren (Tongeren) (znikł)
72. Daring Club Antoing (Antoing)
73. KSK Tongeren (Tongeren) (znikł) patrz 54.
74. RFC Croatia Wandre (Wandre) dawniej Union Wandre
75. RCS Brainois (Braine-l'Alleud)
76. RFC Huy (Huy) dawniej R. Union Hutoise
77. R. Racing FC Montegnée (Montegnée)
78. Club Sportif du Crédit Communal de Bruxelles (Bruksela)
79. R. Wavre-Limal (Wavre) dawniej Wavre Sports
80. KSV Furnes (Veurne)
81. K. SV Oudenaarde (Oudenaarde)
82. FC Herstal (Herstal) dawniej AS Herstalienne
83. R. CS St-Josse (St-Josse-ten-Noode) (znikł)
84. K. RC Borgerhout (Borgerhout) (znikł)
85. K. VC Willebroek-Meerhof (Willebroek)
86. FFC Ensival-Wegnez (Ensival)
87. K. SK Halle (Hal) dawniej Union Halloise
88. K. Sportverbond Antwerpens Handel (KSAH) - Liga korporacyjna
89. R. Union Hodimontoise FC (Petit-Rechain)
90. K. VC Eendracht Aalst 2002 (Aalst)
91. FC Malmedy 1912 (Malmedy) (znikł)
92. FC Eupen 1920 (Eupen) (znikł)
93. R. AA Louviéroise (La Louvière) (znikł)
94. Racing Charleroi Couillet Fleurus (Charleroi) dawniej R.ACS Couillet, FC Couillet-La Louvière i FC Charleroi
95. R. RC Wetteren-Kwadrecht (Wetteren) dawniej RC Wetteren
96. KSV Antwerpen (Antwerpia)
97. K. FC Herentals (Herentals) (znikł)
98. Union Sportive Silencieuse Liégeoise (Liège)
99. R. US Fleurus (Fleurus) (znikł)
100. K. VK Ieper (Ypres) dawniej CS Yprois, KVCS Ieper